# Zauche

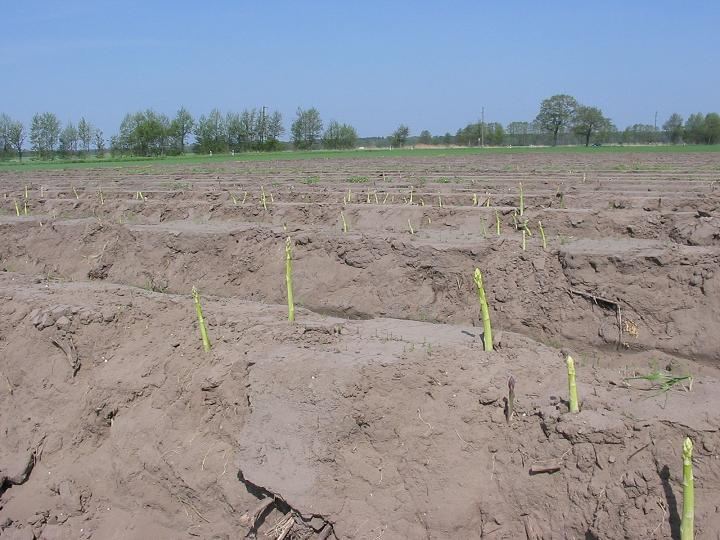
Sparrisodling vid Beelitz.

Zauche är ett historiskt landskap och en högplatå i den västra delen av förbundslandet Brandenburg i Tyskland. I norr avgränsas området av Havels floddal, i söder av floderna Plane och Nieplitz samt i öster av Nuthedalen.  Områdets natur karaktäriseras bland annat av torr, sandig jord och tallskog, vilket ger bra förutsättningar för odling av sparris i området, i synnerhet omkring staden Beelitz som är känd för detta. Stora delar av området tillhör Kloster Lehnins kommun.
Zauche och det angränsande Havelland beboddes under tidig medeltid av den slaviska folkgruppen hevellerna. Området gavs som gåva av den siste slaviske fursten, den kristne Pribislav Henrik, till Albrekt Björnen och sonen Otto I av Brandenburg. Under dessa kom under andra halvan av 1100-talet den tyska kolonisationen i området att påbörjas i samband med och etableringen av markgrevskapet Brandenburg, och här grundade Otto I klostret Lehnin 1180, som blev ett viktigt släktkloster för huset Askanien och huset Hohenzollern.
Sedan början av 1900-talet har skogarna omkring Lehnin till stor del använts som militärt övningsfält.